# Veauche
Veauche és un municipi francès situat al departament del Loira i a la regió d'Alvèrnia-Roine-Alps. L'any 2007 tenia 8.307 habitants.

## Demografia

### Població
El 2007 la població de fet de Veauche era de 8.307 persones. Hi havia 3.228 famílies de les quals 704 eren unipersonals (260 homes vivint sols i 444 dones vivint soles), 1.108 parelles sense fills, 1.252 parelles amb fills i 164 famílies monoparentals amb fills.
La població ha evolucionat segons el següent gràfic:
Habitants censats

### Habitatges
El 2007 hi havia 3.421 habitatges, 3.279 eren l'habitatge principal de la família, 40 eren segones residències i 102 estaven desocupats. 2.770 eren cases i 649 eren apartaments. Dels 3.279 habitatges principals, 2.540 estaven ocupats pels seus propietaris, 692 estaven llogats i ocupats pels llogaters i 47 estaven cedits a títol gratuït; 17 tenien una cambra, 209 en tenien dues, 449 en tenien tres, 1.011 en tenien quatre i 1.593 en tenien cinc o més. 2.561 habitatges disposaven pel capbaix d'una plaça de pàrquing. A 1.280 habitatges hi havia un automòbil i a 1.736 n'hi havia dos o més.

### Piràmide de població
La piràmide de població per edats i sexe el 2009 era:
| Homes | Edats   | Dones |
| ----- | ------- | ----- |
| 4     | 95 o +  | 4     |
| 8     | 90 a 94 | 32    |
| 16    | 85 a 89 | 32    |
| 40    | 80 a 84 | 40    |
| 80    | 75 a 79 | 132   |
| 112   | 70 a 74 | 116   |
| 152   | 65 a 69 | 156   |
| 204   | 60 a 64 | 188   |
| 224   | 55 a 59 | 240   |
| 392   | 50 a 54 | 384   |
| 356   | 45 a 49 | 372   |
| 272   | 40 a 44 | 280   |
| 252   | 35 a 39 | 292   |
| 260   | 30 a 34 | 268   |
| 208   | 25 a 29 | 212   |
| 312   | 20 a 24 | 296   |
| 296   | 15 a 19 | 316   |
| 320   | 10 a 14 | 304   |
| 252   | 5 a 9   | 276   |
| 212   | 0 a 4   | 192   |

## Economia
El 2007 la població en edat de treballar era de 5.529 persones, 3.926 eren actives i 1.603 eren inactives. De les 3.926 persones actives 3.709 estaven ocupades (1.931 homes i 1.778 dones) i 217 estaven aturades (98 homes i 119 dones). De les 1.603 persones inactives 603 estaven jubilades, 526 estaven estudiant i 474 estaven classificades com a «altres inactius».

### Ingressos
El 2009 a Veauche hi havia 3.378 unitats fiscals que integraven 8.517 persones, la mediana anual d'ingressos fiscals per persona era de 19.898 €.

### Activitats econòmiques
Dels 457 establiments que hi havia el 2007, 12 eren d'empreses alimentàries, 5 d'empreses de fabricació de material elèctric, 30 d'empreses de fabricació d'altres productes industrials, 80 d'empreses de construcció, 91 d'empreses de comerç i reparació d'automòbils, 25 d'empreses de transport, 8 d'empreses d'hostatgeria i restauració, 4 d'empreses d'informació i comunicació, 30 d'empreses financeres, 33 d'empreses immobiliàries, 54 d'empreses de serveis, 61 d'entitats de l'administració pública i 24 d'empreses classificades com a «altres activitats de serveis».
Dels 115 establiments de servei als particulars que hi havia el 2009, 2 eren oficines de correu, 6 oficines bancàries, 1 funerària, 13 tallers de reparació d'automòbils i de material agrícola, 1 taller d'inspecció tècnica de vehicles, 4 autoescoles, 6 paletes, 18 guixaires pintors, 8 fusteries, 9 lampisteries, 10 electricistes, 3 empreses de construcció, 9 perruqueries, 1 veterinari, 7 restaurants, 10 agències immobiliàries, 3 tintoreries i 4 salons de bellesa.
Dels 35 establiments comercials que hi havia el 2009, 2 eren supermercats, 2 botiges de menys de 120 m², 8 fleques, 3 carnisseries, 2 llibreries, 2 botigues de roba, 2 botigues d'equipament de la llar, 1 una sabateria, 2 botigues d'electrodomèstics, 1 una botiga de mobles, 1 una botiga de material esportiu, 5 drogueries, 1 una joieria i 3 floristeries.
L'any 2000 a Veauche hi havia 18 explotacions agrícoles que ocupaven un total de 116 hectàrees.

## Equipaments sanitaris i escolars
El 2009 hi havia 3 farmàcies i 1 ambulància.
El 2009 hi havia 2 escoles maternals i 3 escoles elementals.

## Poblacions més properes
El següent diagrama mostra les poblacions més properes.

## Personatges il·lustres
- Françoise Héritier (1933-2017) etnòloga i antropòloga